# Sérgio Roberto Pereira de Souza
Sérgio Roberto Pereira de Souza (sinh ngày 29 tháng 5 năm 1977) là một cầu thủ bóng đá người Brasil.

## Sự nghiệp câu lạc bộ
Sérgio Roberto Pereira de Souza đã từng chơi cho Albirex Niigata.